# Església de fusta d'Uvdal

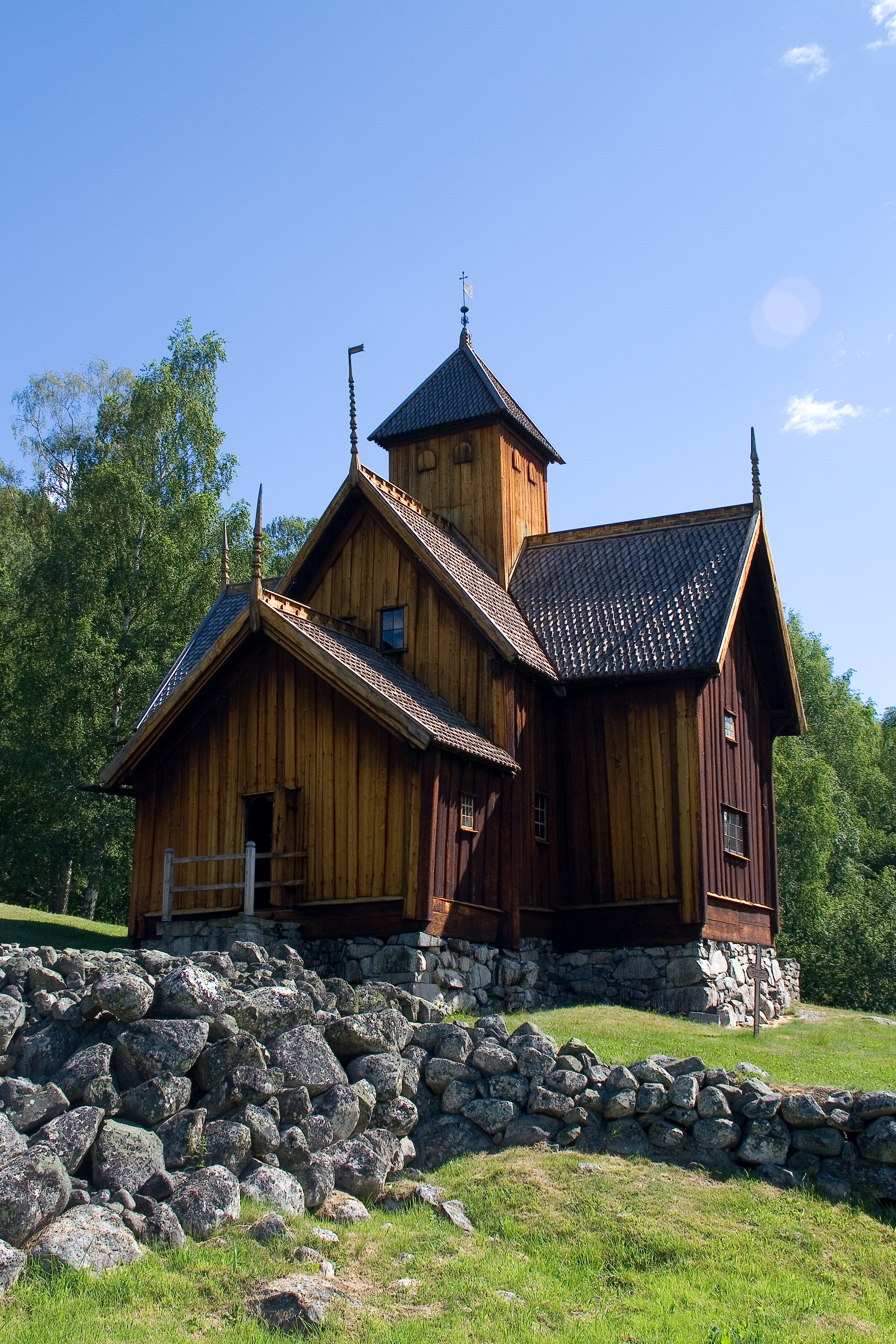
L'església de fusta d'Uvdal l'any 2008.

L'església de fusta d'Uvdal és una stavkirke de finals del segle xii que es troba a Uvdal, Noruega. Funciona com museu.
És una stavkirke de Tipus A, amb un pal o masteler central en la nau. Conserva part de l'estructura de fusta original, encara que també clares intrusions del renaixement i el rococó. La seva planta en forma de creu grega no correspon a la construcció medieval, sinó és fruit d'una remodelació posterior.

## Història

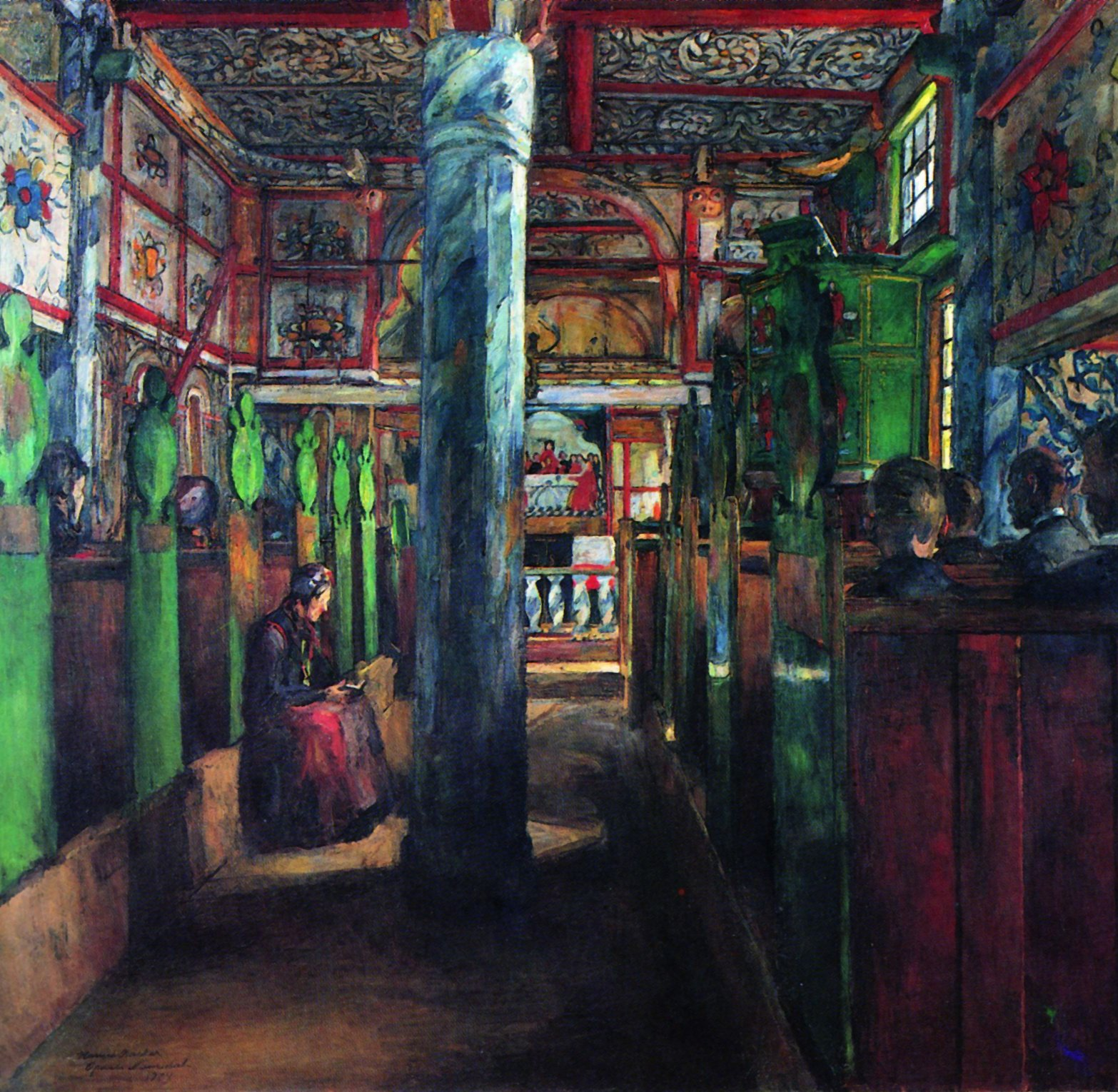
L'interior de l'església, pintura de Harriet Backer (1909). S'aprecia el masteler central i la profusa decoració pictòrica.

Les peces de fusta més antigues han estat datades l'any 1168, d'acord amb la tècnica de dendrocronologia. Sobre la base d'això se sol datar l'erecció del temple en uns anys més tard; és a dir, a la fi del segle xii.
Una investigació científica realitzada els anys 1878 i 1979 sota el pis de la nau va descobrir rastres arqueològics d'almenys un edifici més antic en el mateix lloc, probablement una església de pals. En un dels clots on es trobaven enterrats els pals d'aquesta església es va trobar una moneda de l'any 1100. No obstant això, en les fonts escrites conservades, l'església d'Uvdal no s'esmenta per primera vegada fins a 1327.
L'edifici original va resultar massa petit per a les necessitats litúrgiques i per això va ser engrandit a l'edat mitjana i després de la reforma protestant. A l'edat mitjana, la nau va ser allargada per l'occident, al mateix temps que l'absis va ser retirat a causa de l'engrandiment del cor, i es va afegir un pal central extra en la nau. L'any 1684 el cor va ser demolit i es va aixecar un de nou de la mateixa amplària que la nau. Entre 1721 i 1723 es va afegir un transsepte seguint la tècnica medieval de la stavverk (típica de les stavkirke) i en el creuer es va col·locar una torre. La sagristia del costat nord del cor va ser construïda en tècnica laftverk l'any 1819.

## Exterior
El portal occidental conté talles de sarments i dracs. La decoració inclou també una versió noruega de la llegenda d'Orfeu: l'heroi Gunnar tocant l'arpa entre serps. En el porxo occidental hi ha també un portal amb sarments de tipus medieval, que potser estava originalment a l'entrada interior del cor.

## Interior

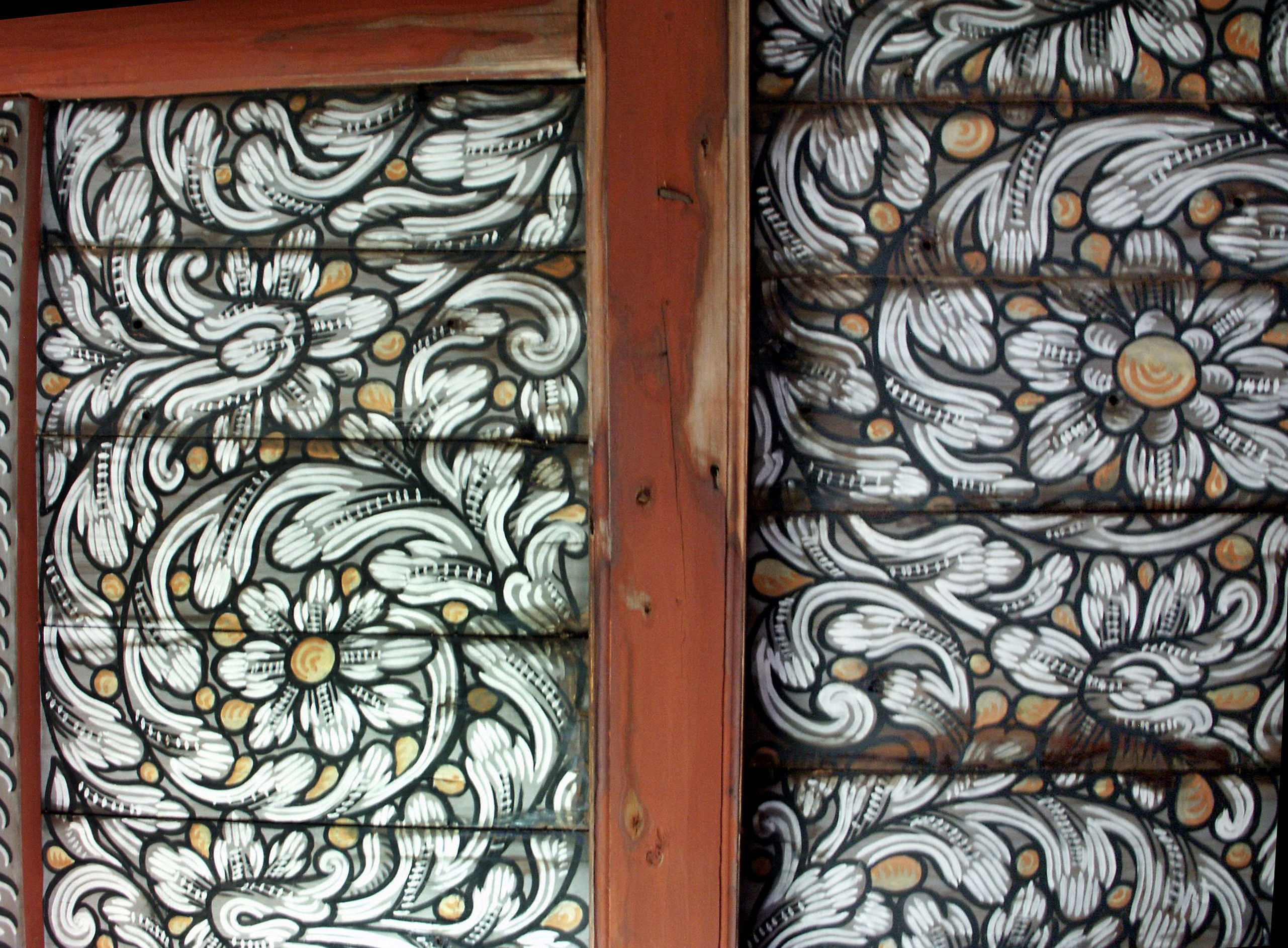
Detall de la decoració pictòrica d'una paret, en tècnica de rosemaling.

Els pals del cor estan decorats amb mascares tallades que es consideren originals. També el pal central més antic posseeix un capitell amb decoracions vegetals. Tota l'església està decorada profusament en el seu interior, una obra que es va iniciar probablement l'any 1656 (en la part més antiga del temple actual) i durant la remodelació de 1684. Els braços del transsepte contenen motius de l'art rococó i del rosemaling, introduïts després de l'expansió de l'església entre 1721 i 1723.
Es conserva part del pis de fusta original. Una pila baptismal i un crucifix romànic són peces medievals de l'inventari. A la col·lecció d'antiguitats de la Universitat d'Oslo es conserva a més a més, un crucifix de coure esmaltat que amb anterioritat va pertànyer a l'església d'Uvdal i que procedeix de Llemotges, França.

## Museu
L'església i el seu solar van ser emprats amb motius religiosos de manera quotidiana fins a 1893. Aquest any va ser adquirida per la Societat per a la Conservació de Monuments Antics Noruecs, qui l'administra actualment com una església-museu oberta a tot públic.